# Dave Scott
Dave Scott (* 4. Januar 1954 in den USA) ist ein ehemaliger US-amerikanischer Triathlet, der den Ironman Hawaii insgesamt sechsmal (1980, 1982, 1983, 1984, 1986 und 1987) gewinnen konnte, was nach ihm nur noch sein stärkster Konkurrent Mark Allen mit ebenso sechs Siegen schaffte. 

## Werdegang
Dave Scott hat den Triathlon wie kaum ein anderer geprägt. Seine Duelle mit Mark Allen trugen – vor allem in den USA – sehr zur Popularität dieser Sportart bei.
Der damals in Davis (Kalifornien) lebende Dave Scott kam vom Schwimmsport zum Triathlon. Seinen ersten Triathlon absolvierte er in den Siebzigerjahren in San Francisco und als Sieger erhielt er einen Truthahn als Preis. Beim „Waikiki Rough Water Swim“ 1979, ein Wettbewerb, den Scott mehrfach gewinnen konnte, erfuhr er vom „Nautilus International Triathlon“, wie der Ironman Hawaii damals hieß.

### Sieger Ironman Hawaii 1980
1980 konnte er die dritte Austragung dieser – eigentlich ausdrücklich nur als persönliche Herausforderung und nicht als sportlichen Wettkampf deklarierten – Veranstaltung in Honolulu über 3,86 km Schwimmen, 180,2 km Radfahren und 42,2 km Laufen gewinnen und mit seiner Siegerzeit von 9:24 h Tom Warrens Zeit als Schnellstem des Vorjahres um fast zwei Stunden unterbieten.
Im Oktober 1983 gewann Scott das mittlerweile nach Kona auf Hawaii verlegte Rennen nur 33 Sekunden vor seinem Landsmann Scott Tinley und er hält damit eine der knappsten Entscheidung bei den Männern. Weiters konnte er 1983 als erster Athlet der Welt beim Ironman Hawaii in 8:59 h die magische „Neun-Stunden-Grenze“ unterbieten. Nach seinem vierten Sieg beim fünften Start auf Hawaii 1984 erklärte er, dass dies sein letzter Ironman gewesen sei. Hintergrund war auch, dass beim Ironman Hawaii vor 1986 kein Preisgeld gezahlt wurde.
Am 13. Oktober 1985 startete Scott gemeinsam mit den damaligen Stars Mark Allen, Scott Molina, Scott Tinley und Rob Barel – statt beim zwei Wochen später stattfindenden Ironman Hawaii – beim 1982 von Mark McCormack initiierten Triathlon International de Nice, der mit 75.000 US-Dollar Preisgeld lockte. Einzig Tinley entschied sich kurzfristig doch noch für einen Start auf Hawaii. Scott war als Kommentator für ABC vor Ort und motivierte Tinley auf der Laufstrecke zu einem neuen Streckenrekord. Als 1986 erstmals Preisgeld beim Ironman Hawaii ausgezahlt wurde, widerrief Scott seinen Rücktritt und unterbot als Sieger in 8:28:37 h Tinleys Siegerzeit aus dem Vorjahr. 1987 gelang ihm sein sechster Sieg auf Hawaii.
1988 sagte Scott seine achte Teilnahme beim Ironman Hawaii am Vorabend des Starts ab.
Scott hielt mit seiner Siegerzeit beim Ironman Japan 1989 von 8:01:32 h sieben Jahre lang die Weltbestzeit als schnellster Triathlet auf der Ironman-Distanz. Erst beim Ironman Europe 1996 gelang es dem Deutschen Lothar Leder, diese Zeit zu unterbieten (7:57:02 h).

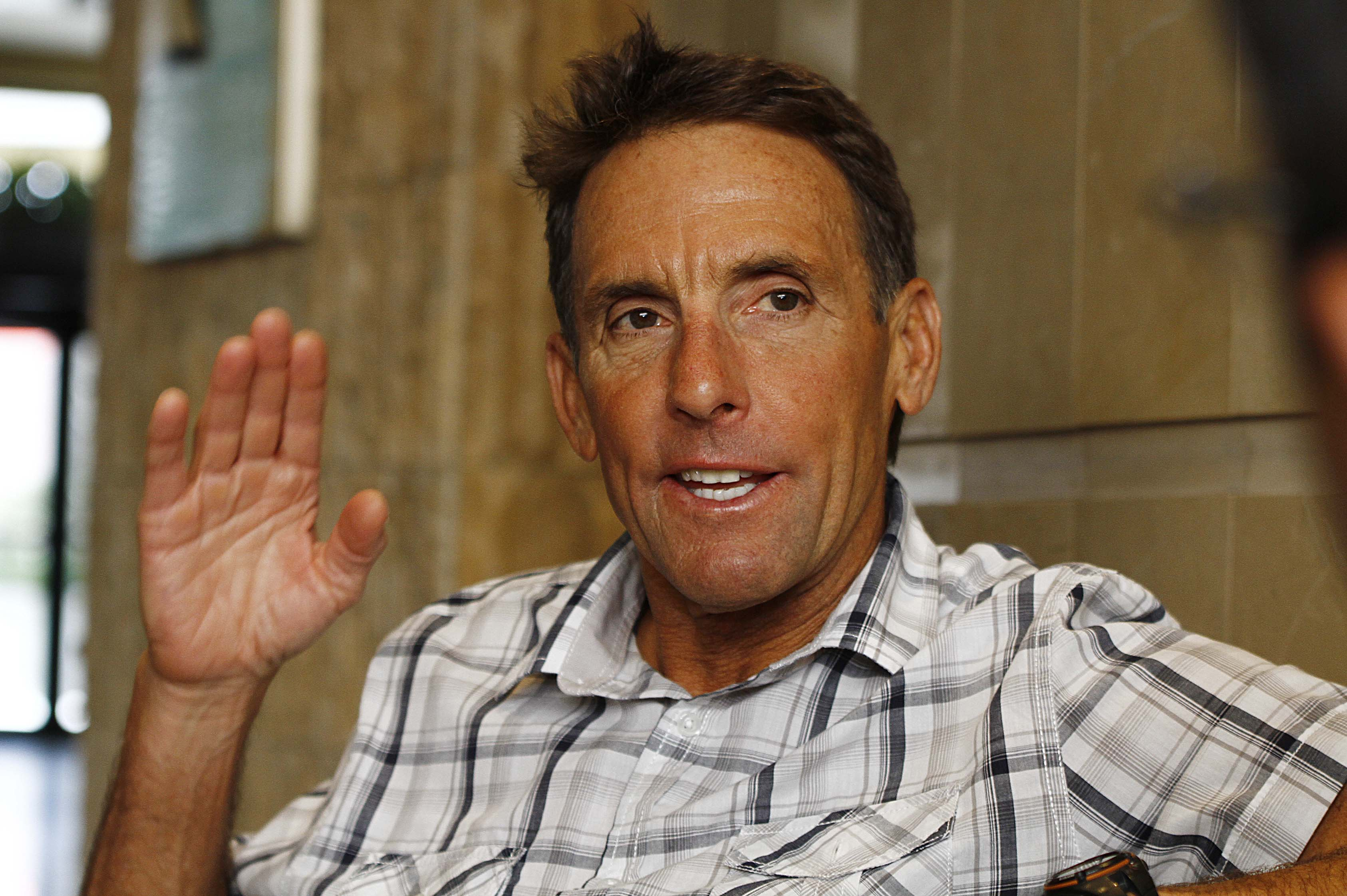
Dave Scott – sechsfacher Sieger des Ironman Hawaii (2015)

1989 kam es zum legendären „Iron-War“, einem achtstündigen Kopf-an-Kopf-Rennen zwischen Dave Scott und Mark Allen. Allen hatte zu diesem Zeitpunkt zwar z. B. bereits sechsmal den Triathlon International de Nice – bezüglich Medienaufmerksamkeit damals neben dem Ironman Hawaii der weltweit bedeutendste Triathlon – gewinnen können, bei seinen fünf Starts auf Hawaii gelang es ihm aber nie sich gegen Dave Scott durchzusetzen. Obwohl Dave Scott in 8:10:13 h eine unglaubliche persönliche Bestleistung erreichte, konnte ihn Mark Allen in diesem sechsten Anlauf erstmals auf Platz zwei verweisen. Allerdings glückte es Allen erst an einem leichten Anstieg wenige Kilometer vor dem Ziel, sich von Dave Scott abzusetzen und schließlich 58 Sekunden Vorsprung herauszuarbeiten. Sowohl die Laufzeit von Mark Allen (2:40:04 h) wie auch jene von Dave Scott (2:41:03 h) stellten bis 2016 die schnellsten Splits in der dritten Disziplin des Ironman Hawaii dar.

### Zweiter Ironman Hawaii 1994
1994 nahm Scott nach einer Auszeit wieder am Ironman Hawaii teil und erreichte als 40-Jähriger den zweiten und bei seiner Teilnahme 1996 den fünften Platz. 2001 startete Scott ein weiteres Mal beim Ironman Hawaii, stieg aber auf der Radstrecke aus.
Er ist immer noch als Triathlet aktiv, arbeitet die meiste Zeit jedoch als Trainer oder Kommentator. So trainierte er u. a. die ehemalige britische Triathletin und Ironman-Weltmeisterin Chrissie Wellington.

## Privates
Dave Scott war bis zu seiner Scheidung 2005 zwanzig Jahre mit seiner Frau, mit der er drei Kinder zusammen hat, verheiratet. Er lebt in Boulder (Colorado). 
Sein Vater Verne Scott wurde 2008 für seine Erfolge mit der Aufnahme in die damals neu gegründete USA Triathlon Hall of Fame ausgezeichnet.
Einigen Berichten zufolge soll er während seiner aktiven Zeit als Triathlet Veganer gewesen sein – nach eigener Aussage war Dave Scott nicht Veganer, sondern Vegetarier und seit einiger Zeit hat er aber wieder etwas Fleisch in seine Ernährung aufgenommen:

„My apologies in not getting back to you. I was a vegetarian through the 80's and reintroduced fish, chicken and turkey in 1992. My diet is primarily plant based as it has been for 30 years. I gravitate towards tuna and salmon and once a week have either chicken or turkey.“

## Sportliche Erfolge
| Datum/Jahr    | Platz | Wettbewerb                      | Austragungsort | Zeit     | Bemerkung                                                                                                   |
| ------------- | ----- | ------------------------------- | -------------- | -------- | --- |
| 6. Okt. 2001  | DNF   | Ironman Hawaii                  | Hawaii         | –        | |
| 26. Okt. 1996 | 5     | Ironman Hawaii                  | Hawaii         | 08:28:31 | im Alter von 42 Jahren – mit einer Marathonzeit von 2:45 Stunden                                            |
| 25. Okt. 1994 | 2     | Ironman Hawaii                  | Hawaii         | 08:24:32 | Vize-Weltmeister im Alter von 40 Jahren hinter Greg Welch                                                   |
| 1989          | 1     | Japan Long Distance Triathlon   | Gotō-Inseln    | 08:01:32 | Weltbestzeit auf der Ironman-Distanz (3,86 km Schwimmen, 180,2 km Radfahren und 42,195 km Laufen) bis 1996  |
| 14. Okt. 1989 | 2     | Ironman Hawaii                  | Hawaii         | 08:10:13 | Zweiter Rang – nur 58 Sekunden hinter seinem Landsmann Mark Allen                                           |
| 10. Okt. 1987 | 1     | Ironman Hawaii                  | Hawaii         | 08:34:13 | |
| 4. Okt. 1986  | 1     | Ironman Hawaii                  | Hawaii         | 08:28:37 | |
| 30. Juni 1985 | 1     | Japan Long Distance Triathlon   | Gotō-Inseln    | 08:39:56 | Sieg vor Scott Molina – und Julie Moss, die als Frauen-Siegerin bereits als Dritte die Ziellinie überquerte |
| 6. Okt. 1984  | 1     | Ironman Hawaii                  | Hawaii         | 08:54:20 | |
| 8. Sep. 1984  | 2     | Triathlon International de Nice | Nizza          | 06:07:58 | hinter Mark Allen                                                                                           |
| 22. Okt. 1983 | 1     | Ironman Hawaii                  | Hawaii         | 09:05:57 | Dave Scott finishte 1983 auf Hawaii nur 33 Sekunden vor seinem Landsmann Scott Tinley.                      |
| 1983          | 2     | Triathlon International de Nice | Nizza          | 06:08:15 | hinter Mark Allen                                                                                           |
| 9. Okt. 1982  | 1     | Ironman Hawaii                  | Hawaii         | 09:08:23 | [ 18 ] |
| 6. Feb. 1982  | 2     | Ironman Hawaii                  | Hawaii         | 09:36:57 | hinter Scott Tinley                                                                                         |
| 12. Jan. 1980 | 1     | Ironman Hawaii                  | Hawaii         | 09:24:33 | Erster Athlet der Welt unter 10 Stunden                                                                     |

(DNF – Did Not Finish)